# Eremella vestita
Eremella vestita är en kvalsterart som beskrevs av Berlese 1913. Eremella vestita ingår i släktet Eremella och familjen Eremellidae. Inga underarter finns listade i Catalogue of Life.